# Adoro te devote

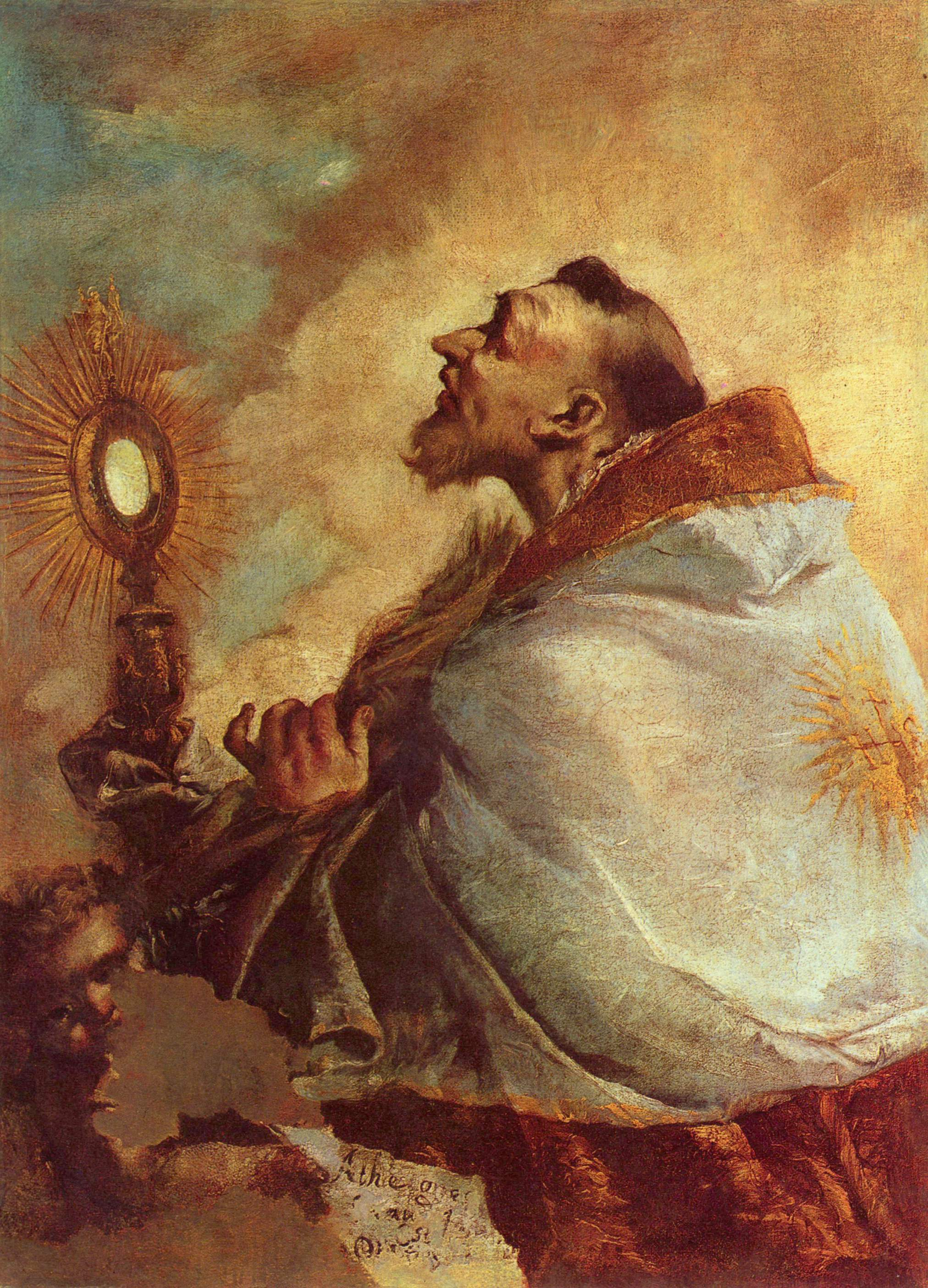
Francesco Guardi, Santo adorante il santissimo Sacramento (1740 ca.); olio su tela, 87x69 cm, Museo Nazionale, Trento

Adoro te devote è uno dei cinque inni eucaristici attribuiti a san Tommaso d'Aquino e scritti in occasione dell'introduzione della solennità del Corpus Domini nel 1264 su commissione di papa Urbano IV. Le sue prime testimonianze risalgono a non meno di cinquant'anni dalla morte del Dottore Angelico.
L'attribuzione dell'inno a Tommaso d'Aquino era stata precedentemente messa in dubbio da alcuni studiosi, mentre ricerche più recenti hanno messo a tacere tali perplessità. Probabilmente, Tommaso la utilizzò anche come preghiera privata, per l'adorazione quotidiana del Santissimo Sacramento.
L'inno affronta il tema teologico e mistico dell'inabitazione trinitaria e dell'unione con Dio nell'Eucaristia.
A differenza degli inni che furono composti e musicati per la solennità del Corpus Domini del 1264, l'Adoro te devote non fu scritto per una funzione liturgica e non compare in nessun testo liturgico dell'epoca, al punto che alcuni studiosi ritengono che sia stato scritto dal frate per la messa da recitarsi ad uso privato.
L'inno fu inserito nel Messale Romano del 1570, voluto da papa Pio V. Le prime due strofe sono citate nel Catechismo della Chiesa Cattolica (n. 1381) per spiegare teologicamente e poeticamente il mistero eucaristico. Questo inno eucaristico veniva generalmente cantato genuflessi davanti al Santissimo Sacramento, mentre attualmente viene cantato durante la distribuzione della comunione, la benedizione con il Santissimo Sacramento, le adorazioni eucaristiche o nelle preghiere di ringraziamento al termine della messa.
Dopo la riforma del Concilio Vaticano II, l'inno fu collocato all'inizio della celebrazione eucaristica e fu per la prima volta stabilita una versione critica definitiva del testo. La chiesa cattolica scelse di adottare l'edizione critica di dom André Wilmart, pubblicata nel 1932.
Tuttavia, nel rito romano l'inno non è attribuito ad alcuna festività religiosa. Nel messale promulgato da papa Giovanni XXIII nel 1962, l'Adore te devote è elencato nelle preghiere per ottenere l'indulgenza. Fu il primo caso ufficiale nel rito romano di un inno associato all'indulgenza e che fu soppresso dal messale del 1969.
Ancora alla fine degli anni '80 l'inno risultava di notevole interesse per gli organisti sia come brano per organo che come mottetto accompagnato dall'organo. Olivier Messiaen lo collocò all'inizio del suo Le Livre du Saint-Sacrement, pubblicato nel 1984.
Il 24 dicembre 2004, papa Giovanni Paolo II citò l'Adoro te devote nell'omelia di quella che fu la sua ultima messa di mezzanotte. Nello stesso anno, il Pontefice firmò con mano tremante una cartolina che recitava: "Adoro te devote [...] in nativitate Domini 2004".

## Testo e traduzioni

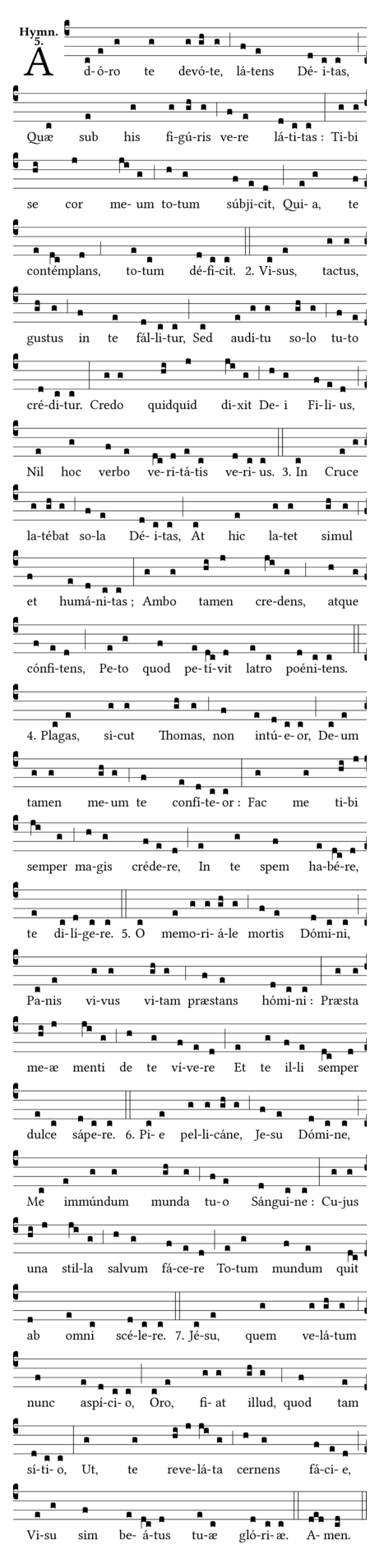
Adoro te devote in notazione quadrata per canto gregoriano

| Inno latino del 1264 Adóro Te devóte, látens Déitas, Quæ sub his figúris, vere látitas: Tibi se cor meum totum súbjicit, Quia, te contémplans, totum déficit. Visus, tactus, gustus, in te fállitur, Sed audítu solo tuto créditur: Credo quidquid díxit Dei Fílius; Nil hoc verbo veritátis vérius. In cruce latébat sola Déitas, At hic látet simul et humánitas: Ambo támen crédens átque cónfitens, Peto quod petívit latro pœnitens. Plagas, sicut Thomas, non intúeor, Deum támen meum te confíteor. Fac me tibi sémper mágis crédere, In te spem habére, te dilígere. O memoriále mortis Dómini, Panis vivus, vitam præstans hómini, Præsta meæ menti de te vívere, Et te illi semper dulce sápere. Pie pellicáne, Jesu Dómine, Me immúndum munda tuo sánguine, Cujus una stilla salvum fácere, Totum mundum quit ab ómni scélere. Jesu, quem velátum nunc aspício, Oro fíat illud, quod tam sítio: Ut, te reveláta cernens fácie, Visu sim beátus tuæ glóriæ. Amen. | Traduzione del Missale Romanum O Gesù ti adoro nell’ostia nascosto, che, sotto queste specie, stai celato: Solo in Te il mio cuore si abbandona Perché contemplando Te, tutto è vano. La vista, il tatto, il gusto non arriva a Te, ma la tua parola resta salda in me: credo a tutto ciò / che il Figlio di Dio ha detto: nulla è più vero della tua parola di verità. Hai nascosto in croce la Divinità, ma sull’altare si cela anche la tua umanità: uomo-Dio la fede ti rivela a me, Cerco ciò che desiderò il ladro pentito. Non vedo le piaghe come Tommaso, tuttavia confesso che tu sei il mio Dio. Fa' che io possa credere sempre più a Te, che abbia speranza in Te e che ti ami. O memoriale della morte del Signore, pane vivo che offri la vita all'uomo, fa' che la mia mente viva di Te, e che ti gusti sempre dolcemente. O pio pellicano Signore Gesù, purifica me, peccatore, col tuo sangue, che, con una sola goccia, può rendere salvo tutto il mondo da ogni peccato. O Gesù, che ora vedo, prego che avvenga ciò che tanto desidero: che, vedendoti col volto svelato, sia beato della visione della tua gloria. Amen. | Traduzione in versi Dio, che Ti celi sotto questi vel, trepido T'adoro e m'affido a Te; tutto a Te, Signore, s'abbandona il cuor, tutto esulta e freme, quando guarda Te. Nulla al tatto, nulla al gusto, nulla all'occhio appar; ma la Tua parola io risento in cuor; credo quanto disse il Divin Figlio, Tu, ne sono certo, sei la verità. Hai nascosto in croce la divinità; qui tu mi nascondi pur l'umanità; ma io credo e spero come il buon ladron: quello ch'egli chiese chiedo anch'io a Te. Vide Te Tommaso e credette allor; senza ch'io Ti veda credo a Te, Signor; fa' che la mia fede cresca sempre più: fammi in Te sperare arder sol per Te. Vivo memoriale di Gesù che muor, pane prodigioso, vita d'ogni cuor; fa' che questo cuore viva sol per Te: nulla gli sia dolce quanto il Tuo sapor. Pio pellicano, mio Gesù Signore, dal peccato, grido, lavami, Signore. Il Tuo sangue è fuoco, brucia il nostro error, una sola stilla tutti può salvar. O Gesù, che vedo sotto questi vel, d'una sete grande spasima il mio cuor; il Tuo volto santo possa contemplar nella piena luce della gloria in ciel. Amen. | Traduzione adattata Adoro Te devotamente, oh Deità che Ti nascondi, Che sotto queste apparenze Ti celi veramente: A te tutto il mio cuore si abbandona, Perché, contemplandoTi, tutto vien meno. La vista, il tatto, il gusto, in Te si ingannano Ma solo con l'udito si crede con sicurezza: Credo tutto ciò che disse il Figlio di Dio, Nulla è più vero di questa parola di verità. Sulla croce era nascosta la sola divinità, Ma qui è celata anche l'umanità: Eppure credendo e confessando entrambe, Chiedo ciò che domandò il ladrone penitente. Le piaghe, come Tommaso, non veggo, Tuttavia confesso Te mio Dio. Fammi credere sempre più in Te, Che in Te io abbia speranza, che io Ti ami. Oh memoriale della morte del Signore, Pane vivo, che dai vita all'uomo, Concedi al mio spirito di vivere di Te, E di gustarTi in questo modo sempre dolcemente. Oh pio Pellicano, Signore Gesù, Purifica me, immondo, col tuo sangue, Del quale una sola goccia può salvare Il mondo intero da ogni peccato. Oh Gesù, che velato ora ammiro, Prego che avvenga ciò che tanto bramo, Che, contemplandoTi col volto rivelato, A tal visione io sia beato della tua gloria. Così sia. |

## Storia
L'attribuzione dell'Adoro te devote è stata spesso messa in dubbio o contestata a più riprese nel corso dei secoli.
Nonostante le conferme e le raccomandazioni di diversi papi, l'uso dei testi di Tommaso d'Aquino nel Rito romano non fu accertato fino al XV secolo, in particolare dopo l'approvazione da parte di Sisto IV († 1484) della sequenza Lauda Sion, da citarsi in occasione del Corpus Domini. Sussiste quindi una notevole difficoltà nell'identificare l'autore dai manoscritti. In mancanza di autografi di questo Dottore della Chiesa, l'inserimento nel rito romano fu operato sulla base della tradizione testuale e letteraria dei manoscritti, nonché sul confronto con le dottrine presentate nelle sue opere teologiche. In tale contesto, nel 1929, Dom Henri-Marie-André Wilmalt, dopo aver studiato in dettaglio l'inno, non fu in grado di pervenire ad una conclusione definitiva. L'anno successivo, Auguste Gaudel insistette che il pensiero dell'autore espresso in corrispondenza della seconda strofa (al verso "Visus, tactus...") era diverso da quello presentato nella terza parte della Summa Theologiae.
Contrariamente a Wilmart e a Gaudel, il tomista domenicano Jean-Pierre Torrell confermò la paternità di san Tommaso sulla scorta degli elementi di seguito riportati:
1. il testo completo si trova nella quarta versione della Ystoria sacti Thome (Storia di San Tommaso) di Guglielmo di Tocco[22], che fu la prima biografia del teologo;
2. a differenza degli altri inni attribuiti al Dottore angelico, la poesia fu citata in un manoscritto del XIV secolo secondo cui  frate Tommaso la pronunciò sul letto di morte[25],
3. una poesia di Jacopone da Todi, datata tra il 1280 e il 1294, contiene le stesse parole, di cui si può considerare una parafrasi[25];
4. la singolare frase cuius una stila (una sola goccia, nella VI strofa) e il simbolismo del pellicano sono presenti anche in altre opere di questo Dottore della Chiesa.[26]

Nel 2016, il professor Henk JM Schoot chiarì che la maggior parte dei 51 manoscritti più antichi citava Tommaso come unico autore, mentre nessun manoscritto indicava un autore differente da lui. Molti di essi erano ricollegati al periodo napoletano nel quale era nata la vocazione domenicana del frate e dove si era costantemente manifestata fino alla morte la sua fervente preghiera presso la cappella di san Nicola. La data di composizione risulta coerente con quella del dogma della transustanziazione (e non della trasformazione) sancito dal Concilio Lateranense IV del 1215. Secondo Schoot, è probabile che l'Adoro te devote fosse stato concepito originariamente come preghiera personale. Il Canterbury Dictionary of Hymnology datò la composizione intorno al 1260 a Parigi, quando Tommaso d'Aquino si dedicò allo studio dell'Eucaristia. Diversi studiosi come Martin Grabmann, sostengono che la teologia eucaristica tomista è presentata in quest'inno.
A parte l'estromissione immotivata dell'inno dall'edizione critica della Commissione Leonina, i teologi concordano in prevalenza sulla paternità di san Tommaso, che è anche detto doctor eucharisticus. Del resto, non risulta agevole individuare un'ipotesi alternativa. Nel 2016, anche il teologo Henk Schoot concluse che egli era quasi certamente l'autore. Analoga determinazione fu effettuata dalla Biblioteca nazionale di Francia.
La versione originale non è ancora stata ripristinata, dato che il testo in uso è ancora l'edizione critica di Dom André Wilmart. Infatti, le sillabe e gli accenti del primo verso mancano di coerenza con gli altri. Poiché è improbabile che Tommaso d'Aquino abbia commesso questo tipo di errore, Schoot propone come prima strofa Te devote laudo, latens veritas, affermando che il testo fu modificato dopo la morte di Tommaso.

### Adoro te Dominecome preghiera dell'Adorazione della Croce
Prima dell'Adoro te devote esistevano numerose varianti intitolate Adoro te, quali l'Adoro te domine Iesu Christe in cruce ascendentem, risalente all'età carolingiae riservato all'adorazione della Croce, in particolare nel Venerdì Santo. A partire al XIII secolo, questa preghiera per la Croce fu integrata con quella dell'elevazione eucaristica, rendendone l'uso comune. L'Adoro te devote fu introdotto nella liturgia sotto l'influenza dell'Adoro te Domine.

### Durante il Rinascimento
Al 2015, Jean-Pierre Torrell risultava a conoscenza di soli tre manoscritti dell'inno risalenti al XIV secolo, segno che la diffusione dell'opera rimase scarsa fino a quello successivo.
A partire dalla fine del XV secolo,  nuovi inni iniziarono ad occupare il ruolo precedentemente svolto dall'Ave verum corpus. L'Adoro te devote entrava sempre più a far parte del repertorio, insieme all'O salutaris Hostia e al Panis angelicus, sia come preghiera devozionale che per l'elevazione eucaristica che per l'adorazione del Santissimo Sacramento.

### Dopo la Controriforma
Con il Concilio di Trento, la Chiesa Cattolica riformò la propria liturgia. L'inno fu aggiunto per la prima volta al messale romano del 1570, pubblicato durante il pontificato di san Pio V. In esso compariva come preghiera di ringraziamento finale recitata dal celebrante per l'azione della grazia.
Se la tradizione afferma che fu il Pontefice stesso - che proclamò Tommaso Dottore della Chiesa - a disporre questo inserimento, tuttavia non è noto quale documento specificasse questa attribuzione. Resta che la Controriforma riscoprì quest'inno dimenticato. Nel 1872 William Edward Scudamore scrisse di non aver trovato alcun messale antecedente il 1570, che contenesse l'Adoro te devote. Ciò confermerebbe la data di approvazione formale da parte della Santa Sede.

### Composizione musicale
Quanto alla composizione musicale, il repertorio di questo inno rimase veramente modesto, a differenza di altri mottetti di elevazione. Essendo il testo riservato ai celebranti, l'interesse dei musicisti rimase limitato. Poiché il celebrante non canta dopo il termine della Messa, alcuni compositori indicarono l'inno come adatto per il momento dell'elevazione eucaristica. 
È nota un'unica composizione rinascimentale: un mottetto di Gregor Aichinger, pubblicato nel 1607, che differiva per il primo verso (Adoro te supplex, latens Deitas).
Durante il regno di Luigi XIV di Francia, l'inno fu musicato da Henry Du Mont, Pierre Robert e Guillaume-Gabriel Nivers, mentre non destò l'interesse di Marc-Antoine Charpentier e di Michel-Richard de Lalande, che pure composero un gran numero di mottetti.
Di nuovo nel XIX secolo numerosi compositori francesi scrissero mottetti per l'elevazione eucaristica e per il Santissimo Sacramento.

## Preghiera finale
Fino alla prima metà del novecento, il canto eucaristico dell'Adoro Te devote poteva essere seguito da questa preghiera di ringraziamento a Gesù Cristo, al termine della celebrazione eucaristica:
L'11 dicembre 1846 papa Pio IX accordò tre anni di indulgenza plenaria per chi avesse recitato questa preghiera. L'indulgenza parziale resta in vigore anche dopo la soppressione della preghiera dal messale del 1969.

## Analisi metrica e testuale
L'inno è qualificabile come una sequenza per lo schema metrico: la presenza di strofe di eguale numero di sillabe (12), della rima di tipo baciata (AA, BB, CC, DD), di una metrica regolare sia per la quantità breve e lunga nelle vocali, sia per lo schema degli accenti.
L'inno è composto da 28 versi, con una rima accoppiata. I primi 14 versi terminano in consonante e i successivi 14 in vocale. I versi sono endecasillabi con accento sulle sillabe dispari.
Questo tipo di componimento musicale liturgico, recitato o cantato, ritmico, era molto diffuso già nel X secolo, e con schema metrico regolare si trova di nuovo nel Lauda Sion Salvatorem, altro inno eucaristico di San Tommaso d'Aquino, composto per la solennità del Corpus Domini.
La composizione in sette strofe è spiegata da Dom Eugene Vandeur dell'Abbazia di Maredsous, con queste parole:
Padre Raniero Cantalamessa osservò che il verso visus, tactus, gustus in te fallitur rinviava una poesia di Jacopone da Todi nella quale immaginava un conflitto fra i sensi umani in relazione all'eucaristia: mentre la vista (visus), il tatto e il gusto dicono che si tratta di solo pane, l'udito si oppone a questa concezione e assicura che "sotto queste forme visibili è Cristo nascosto". Se questo non basta ad affermare che l'inno sia di san Tommaso d'Aquino, mostra tuttavia che è più antico di quanto si pensasse e non è incompatibile con un'attribuzione al Dottore Angelico, quanto meno per la datazione. Se Jacopone può farne riferimento come testo noto, doveva essere stato composto almeno vent'anni prima perché potesse godere già di una certa popolarità.
L'immagine del pellicano nella sesta strofa rimanda a un mito secondo il quale il pellicano si recide il petto per nutrire i piccoli con il proprio sangue.

## Uso nella liturgia
Secondo Wilmart, l'Adoro te devote nacque per essere recitato alla fine della liturgia. L'uso come gratiarum actio post missam (azione della grazia al termine della Messa) è presente nel rito romano, nel rito ambrosiano e nel rito gallicano; invece, l'uso come praeparatio ad missam non è ricorrente. Di avviso diverso è Henk Schoot, che esaminò i manoscritti più antichi: egli ritiene che la preghiera fosse inizialmente un viatico.
Un certo numero di composizioni musicali fu riservato all'elevazione eucaristica o all'adorazione del Santissimo Sacramento.
Degno di nota è il fatto che nel 1893, durante il pontificato di Leone XIII e poco prima della riforma liturgica di Pio X, la preghiera era in uso nel Rito romano-lionese approvato da Pio IX, come preghiera da recitarsi al termine della celebrazione del Corpus Domini e al rientro del Santissimo Sacramento dalla processione.
Nel XIX secolo, a seguito della traduzione inglese di Gerard Manley Hopkins, la preghiera si diffuse tra i Gesuiti d'Inghilterra all'interno della processione del Corpus Domini e come forma di adorazione eucaristica.
In sintesi, l'uso liturgico dell'Adoro te devote era ed è:
- nel rito romano:
  - preghiera del celebrante dopo la Messa, a partire dal 1570;
  - indulgenza (dopo la decisione di Pio IX nel 1849)
- in altri riti e a uso facoltativo come:
  - viatico;
  - preghiera per l'elevazione eucaristica;
  - benedizione eucaristica;
  - canto per la processione del Corpus Domini;
  - preghiera devozionale.

## Nella musica
L'Adoro te devote compare nei componimenti musicali di seguito riportati:
- Charles Gounod (1818–1893), scrittura corale
- Léon Boëllmann (1862–1897), Deux versets de procession sur Adoro te per organo
- Alexandre Guilmant (1837–1911), fuga per organo
- Stanislaus Aenstood (1843–1903), ambientazione corale
- Olivier Messiaen (1908–1992), Livre du Saint Sacrement (1°, 3° e 12° movimento)
- Heinrich Barthelmes (1909–1985), ambientazione corale
- Gaston Litaize (1909–1991), scrittura corale
- Ludger Stühlmeyer (* 1961), voce solista, flauto e organo.